# Simon von Maugastel
Simon von Maugastel (* vor 1197; † 1233) war römisch-katholischer Erzbischof von Tyrus und Kanzler des Königreichs Jerusalem sowie schließlich Lateinischer Patriarch von Konstantinopel.

## Leben
Er entstammte einer Familie, die vermutlich in Maine oder der Normandie beheimatet war, und gelangte 1197 ins Heilige Land. Sein Bruder Philipp von Maugastel war ein Baron im Königreich Jerusalem. Bereits sein Onkel Joscius († um 1202) war Erzbischof von Tyrus und Kanzler von Jerusalem gewesen. 1216 wurde Simon zum Erzbischof von Tyrus gewählt.
Ende 1216 reiste er als Legat des Papstes Honorius III. durch Frankreich und predigte für den Fünften Kreuzzug. Im Sommer 1217 nahm er am Konzil von Akkon teil, auf dem sich die eingetroffenen Kreuzfahrerheere unter dem Oberkommando des Regenten von Jerusalem, Johann von Brienne, vereinten.
1225 heiratete Kaiser Friedrich II. die junge Königin Isabella II. von Jerusalem, Tochter des Johann von Brienne. Simon sowie Balian von Sidon begleiteten Isabella daraufhin zu ihrer Krönung als Kaiserin nach Süditalien. Friedrich II. war durch die Ehe auch König von Jerusalem und setzte als einen seiner ersten Herrschaftsakte Simon zum Kanzler von Jerusalem ein. Er verblieb am Hof Friedrichs und verhandelte Ende 1226 als kaiserlicher Diplomat in der Lombardenfrage mit Papst Honorius III.
1227 setzte ihn Papst Gregor IX. als Patriarch von Konstantinopel ein, ohne dass hierzu beim dortigen Domkapitel eine entsprechende Wahl durchgeführt wurde. Er legte hierzu seine übrigen Ämter nieder und begab sich ins Lateinische Kaiserreich nach Konstantinopel, wo er 1233 starb.
Simon war ein persönlicher Freund des Johann von Brienne gewesen, der ihn als Regent von Jerusalem, päpstlicher Feldhauptmann und Mitkaiser von Konstantinopel, auf allen großen Lebensetappen nahe war und Simons Karriere vermutlich durch seinen Einfluss erheblich förderte.